# 斯洛比德卡-赫盧什科韋茨卡
49°7′33″N 26°58′2″E / 49.12583°N 26.96722°E
斯洛比德卡-赫盧什科韋茨卡（烏克蘭語：Слобідка-Глушковецька）是位於烏克蘭西部的村莊，由赫梅利尼茨基州裡赫梅利尼茨基區的索洛布基夫齊市鎮負責管轄。該村面積1.57平方公里，海拔高度313米，2001年人口286，人口密度每平方公里182.17人。